# محمد بن القاسم الثقفي
مُحمَد بن القَاسِم الثَقفي قائد أحد جيوش الفتح، واشتهر بكونه فاتح بِلاد السِند. كونه أخر فاتح لها وقد سبقه عدة قادات لفتح السند اشهرهم سنان بن سلمة الهذلي وعبد الله بن سوار العبدي وكَان والده «القاسم الثقفي» واليًا على البصرة، والقاسم ابن عم الحجاج بن يوسف الثقفي.

## نسبه ونشأته
هو محمد بن القاسم بن محمد بن الحكم بن أبي عقيل بن مسعود بن عامر بن معتب الثقفي ، يجتمع هو والحجاج بن يوسف في الحكم بن أبي عقيل.

###### نشأته
ولد في عام 72هـ بمدينة الطائف في أسرة معروفة، فقد كان جده محمد بن الحكم من كبار ثقيف، وفي عام 75هـ عُين الحجاج بن يوسف الثقفي واليًا عامًّا على العراق والولايات الشرقية التابعة للدولة الأموية في عهد الخليفة عبد الملك بن مروان، فعيَّنَ الحجاج ابن عمَّه القاسم واليًا على مدينة البصرة، فانتقل الطفل مُحمد بن القاسم إلى البصرة، فنشأ محمد بين الأمراء والقادة: فَـوالِده أمير، وابن عم أبيه الحجاج أمير وأكثر بني عقيل من ثقيف قوم الحجاج أمراء وقادة، وكان لذلك تأثيرا كبيرا في شخصية محمد.
بنى الحجاج مدينة واسط التي صارت معسكرًا لجنده الذين يعتمد عليهم في الحروب، وفي هذه المدينة وغيرها من العراق نشأ وترعرع محمد بن القاسم وتدرب على الجندية، حتى أصبح من القادة وهو لم يتجاوز بعد 17 عامًا من العمر.

## فتح بلاد السند

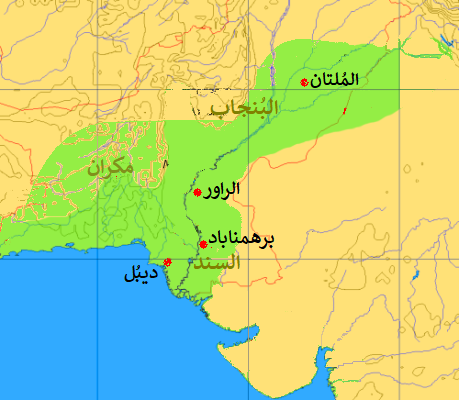
خريطة لفتوحات محمد بن القاسم في إقليم السند

استولى قراصنة السند من الديبل بعلم من ملكهم «داهر» في عام 90 هـ على 18 سفينة بكل ما فيها من الهدايا والبحارة والنساء المسلمات، اللواتي عمل آباؤهن بالتجارة وماتوا في سرنديب وسيلان، فصرخت مسلمة من بني يربوع «وا حجاجاه، وا حجاجاه»، وطار الخبر للحجاج باستغاثتها.
وحاول الحجاج بن يوسف الثقفي استرداد النساء والبحارة بالطرق السلمية، ولكن «داهر» اعتذر بأنه لا سلطان له على القراصنة، فثارت ثائرة الحجاج، فأعد الحجاج جيشاً تلو الآخر، الأول بقيادة «عبد الله بن نهبان» فٱستشهد، ثم أرسل الحجاج «بديل بن طهفة البجلي» فاستشهد أيضاً.
فاستشاط الحجاج غضباً بعد أن رأى قوّاته تتساقط شهيداً تلو شهيد، فأقسم ليفتحن هذه البلاد، وينشر الإسلام في ربوعها، فقرّر القيام بحملة منظمة، ووافق الخليفة الوليد بن عبد الملك، وبعد أن تعهد له الحجاج أن يرد إلى خزينة الدولة ضعف ما ينفقه على فتح بلاد السند.
وقد وقع اختيار الحجاج على محمد بن القاسم الثقفي ليقود جيش الفتح؛ لِما رآه فيه من حزم وبسالة وفدائية، وقد ساندة في قيادة الجيوش عدة قادات منهم
- ( مُحمَّد بن مُصعب بن عبد الرحمٰن ) في مُقدِّمة الجيش
- ( موسى بن سنان بن سلمة الهذلي ) في ميسرة الجيش
- ( جهم بن زحر الجعفي ) في مُؤخرة الجيش
- ( عطيَّة بن سعد العوفي ) في يمين الجيش[7]

فجهّزه الحجاج بكل ما يحتاج إليه في ميدان القتال من عتاد، وتحرك محمد بن القاسم الثقفي بجيشه المكون من 20 ألف مقاتل من صفوة الجنود، فاجتاز الجيش حدود إيران ي عام 90هـ إلى الهند، وبرزت مواهب محمد بن القاسم الفذة في القيادة وإدارة المعارك، فحفر الخنادق، ورفع الرايات، والأعلام، ونصب المجانيق، ومن بينها منجنيق يقال له: العروس كان يقوم بتشغيله خمسمائة، تقذف منه الصخور إلى داخل الحصون فيدكها دكًّا.

### معركة الراور
بعد ذلك اتجه نحو بلاد السند، فبدأ بفتح مدينة بعد مدينة لمدة سنتين، ثم زحف إلى الديبل «كراتشي حاليا»، فخندق الجيش بخيوله، وأعلامه، واستعد لمقاتلة الجيش السندي المكون من 50 ألف مقاتل، بقيادة الملك «راجا داهر» حاكم الإقليم، في معركة مصيرية عام 92هـ، ، فانتصر المسلمون، وقُتل ملك السند في الميدان، وسقطت العاصمة السندية في أيدي المسلمين.

### فتح مدينة الكيرج (مومباي حالياً)
تابع محمد بن القاسم تقدمه في بلاد السند، وخضعت له مدنها، ولم يبقَ أمامه إلا قوة الملك “دوهر” ملك الكيرج، فأرسل محمد بن القاسم الغنائم إلى الحجاج، وكانت ضعف ما أنفقه فقال الحجاج: (شفينا غيظنا، وأدركنا ثأرنا، وازددنا (60) ألف ألف درهم ورأس داهر.
مات الحجاج بن يوسف الثقفي في عام (95هـ) أثناء معركة الكيرج، واستطاع فيها المسلمون بقيادة محمد بن القاسم الانتصار وقتل ملك الكيرج “دوهر”، ولكن استمر محمد بن القاسم الثقفي في فتوحاته لبقية أجزاء بلاد السند، ونجح في بسط سلطانه على إقليم السند، وفتح مدينة الديبل في باكستان، وامتدت فتوحاته إلى ملتان في جنوب إقليم البنجاب، وانتهت فتوحاته عام 96هـ عند الملتان، وهي أقصى ما وصل إليه محمد بن القاسم من ناحية الشمال، فرفرف عليها علم الإسلام، وبذلك قامت أول دولة إسلامية في بلاد السند والبنجاب (باكستان حاليًّا).

## عزل محمد بن القاسم الثقفي
تابع محمد بن القاسم فتوحاته حتى وصل إلى مملكة “قنوج” على حدود الهند، فأوفد رسله إلى ملكها يدعوه إلى الإسلام أو الجزية، فردّ الرسل بعد أن أساء إليهم، فأعدّ محمد بن القاسم (10) آلاف فارسٍ، وبدأ يتهيأ للقتال، وأثناء ذلك وصلت الأخبار بوفاة الوليد بن عبد الملك وبيعة سليمان بن عبد الملك خليفة للمسلمين، والذي كان يبغض الحجاج بن يوسف وأهله وقادته، فأمر الخليفة بعزل محمد بن القاسم الثقفي وعين مكانه “يزيد بن أبي كبشة”.
لم يكتف سليمان بعزل محمد بن القاسم بل أمر بالقبض عليه، وحاول بعضُ أنصار محمد بن القاسم إغراءَه بإعلان العصيان والتفرد بحكم بلاد السند البعيدة عن مركز الخلافة، لكنه رفض.[بحاجة لمصدر]

## صفاته
بدت على محمد بن القاسم الثقفي أمارات النجابة والشجاعة وحسن التدبير في الحرب منذ نعومة أظفاره؛ مما جعل الحجاج بن يوسف الثقفي يعينه أميراً على ثغر السند وهو لم يتجاوز 17 عاماً، وكان محمد بن القاسم راجح الميزان في التفكير والتدبير، وفي العدل والكرم، إذا قورن بكثير من الأبطال، وهم لا يكادون يبلغون مداه في الفروسية والبطولة، ولقد شهد له بذلك الأصدقاء والأعداء، وقد سحر الهنود بعدالته وسماحته، فتعلقوا به تعلقاً شديداً.
وكان من دأب محمد بن القاسم الثقفي أن يجنح إلى الصلح والسلم ما وسعه ذلك، وقد أوصاه بذلك الحجاج بن يوسف الثقفي: «إذا أردت أن تحتفظ بالبلاد فكن رحيماً بالناس، ولتكن سخيًّا في معاملة من أحسنوا إليك، وحاول أن تفهم عدوك، وكن شفوقاً مع من يعارضك، وأفضل ما أوصيك به أن يعرف الناس شجاعتك، وأنك لا تخاف الحرب والقتال».
وكان محمد بن القاسم يتصف بالتواضع الرفيع، فكان في جيشه من يكبر أباه سنّاً وقدرًا، فلم تجنح نفسه معهم إلى الزهو والمباهاة، ولكنه لم يكن يقطع أمرًا إلا بمشورتهم، بَنَى المساجد في كل مكان يغزوه، وعمل على نشر الثقافة الإسلامية مبسطة ميسرة.

## وفاته
وصل محمد بن القاسم الثقفي إلى العراق، بعد أن ادعت ابنة داهر ملك السند الذي قتله محمد بن القاسم؛ أن محمد راودها عن نفسها ونالها قسرًا، فأرسله والي العراق صالح بن عبد الرحمن مقيدًا بالسلاسل إلى سجن مدينة واسط، وهناك عذب شهورًا بشتى أنواع التعذيب حتى مات في عام 95هـ، عن عمر يناهز 23 عاماً.
يقع ضريحه في مدينة النعمانية في محافظة واسط في العراق .